# Gutshaus Schulenberg
Das Gutshaus Schulenberg ist ein ehemaliges Rittergut in Marlow, Landkreis Vorpommern-Rügen, Mecklenburg-Vorpommern. 
Seit 1506 waren die Höfe Allerstorf, Fahrenhaupt, Kneese und Schulenberg im Besitz der Familie von der Lühe. 1824 wurden diese an das Salineamt Sülze der Großherzoglichen Domänenkammer verkauft und von diversen Pächterfamilien bewirtschaftet. Nach dem Einmarsch der Roten Armee diente das Gebäude als Flüchtlingsunterkunft. Die dazugehörigen Ländereien wurden im Rahmen der Bodenreform verteilt.
Es ist ein zweigeschossiger, achtachsiger Ziegelbau, der unter der ID 1029 in der Landesdenkmalliste eingetragen ist.
1,5 km östlich liegt das Großsteingrab Schulenberg.